# Медаль «За поход на Баку»
«За поход на Баку» — медаль для награждения участников Персидского похода (1722—1723). Медаль была отчеканена из серебра и носилась на Андреевской ленте. Медалью награждались донские казаки. Эта медаль последняя при жизни Петра I. Все остальные российские медали, посвященные Петру I, отчеканены уже после его смерти. Автор медали Осип Калашников.
На лицевой стороне медали изображен Петр I, на другой — Российский герб, под ним дата — «1723»

## См.также
- Персидский поход (1722—1723)